# هالت تشامبل
هالت تشامبل (بالتركية: Halet Çambel) (ولدت في 27 أغسطس 1916 في برلين وتوفيت في 12 يناير 2014 في إسطنبول)عالمة آثار تركية. أسست أول متحف للهواء الطلق بتركيا تله القمة السوداء أرسلان طاش المعروف بـ (المكان الذي حلت فيه الهيروغليفية الحثية) من قبل عالمه العلوم هالت تشامبل التي واصلت طوال حياتها التنقيب عن الآثار. بدأت كمتدربة. اكتشفت حتوساس في بوغاز كوي. قدمت مساهمة كبيرة بالكشف عن أطلال القمة السوداء وفك رموز اللغة الحثية. كانت تمثل تركيا في فرع مبارزة سيف الشيش مع سعاد فتجراى اشنى وقد حصلت على لقب (أول امرأة رياضية تركية تشارك في الأولمبيات). زوجها هو نائل شاكر خان المشهور وهو المهندس المعمارى لمنازل اقياقا.

## عائلتها وشبابها
ولدت في 27 أغسطس 1916 في برلين، وكان والدها السيد حسن جملى من الأصدقاء المقربين لمصطفى كمال أتاتورك والملحق العسكرى في ألمانيا ووالدتها رمزيه هانم ابنه سفير برلين إبراهيم حقي باشا. بعائلتها أربعة أطفال وكانت هي الطفلة الثالثة. هي الأخت الصغرى للمحامية الصحفية ليلى تشامبل والباحث في السرطان بيرهان تشامبل والأخت الكبرى للمهندس بولنت تشامبل. جاءت إلى تركيا في عمر الثامنة عقب تأسيس الجمهورية بعد أن عاشت مع والدتها ووالدها في النمساو سويسرا في فترة الهدنة بعد الحرب العالمية الأولى. درست الإعدادية والثانوية في مدرسة القرية الألبانية الأمريكية للفتيات. تأثرت بعمق في سنوات الثانوية بالسرد المؤثر لأستاذها عن التاريخ القديم وبالرحلات المنظمة إلى المواقع التاريخية في إسطنبول. كما تعلمت في المدرسة لعبة مبارزة سيف الشيش واتقنت هذا الموضوع. بعد أن أنهت التعليم الثانوي تلقت منحة دراسية من الحكومة الفرنسية ودرست بكالوريوس علم الآثار في جامعة السربون باريس، وإضافة إلى ذلك تعلمت العبرية القديمة واللغة الحثية. وشهدت أول تجربة لها بالتنقيب في عام 1935.

## انضمامها للأولمبيات
تشامبل التي كانت تمارس الفروسية ومبارزه سيف الشيش في اوقات فراغها أثناء دراستها في فرنسا قد مثلت تركيا في فرع المبارزة مع سعاد فتجراى اشنى في الألعاب الأولمبية الصيفية 1936 وكانت أول امرأة تركية رياضية تشارك في الأولمبيات. وفي أثناء المبارزة، دعيت تشامبل من قبل أدولف هتلر لمقابلته ورفضت أن تقابله بدون أخذ الإذن من الحكومة.

## العودة إلى تركيا
بعد أن أتمت تشامبل البكالوريوس في عام 1938 بدأت بالحصول على الدكتوراه، وفي أشهر صيف إسطنبول عام 1939 جاءت إلى تركيا لمشاركة دكتور اميليا هاسبلز رئيسه معهد الآثار الفرنسي في التنقيب عن مدينة يازيليك كايا /ميداس. وعندما لم تستطع العودة إلى فرنسا بسبب الحرب العالمية الثانية عملت كمدرس مساعد لـ هاملت ثيودور بوزرت في كلية الآداب بجامعة إسطنبول. في عام 1940 تزوجت نائل شار خان الكاتب الصحفي اليساري الذي يعمل في جريدة تان. لأنه لم يكن هناك موظفين بالجامعة عملت لفترة في تدريس اللغة الفرنسية في مدارس حيدر باشا الثانوية. تشامبل التي استمرت بالعمل على الدكتوراه في جامعة إسطنبول أحكمت باسم المؤسسة التاريخية التركية السيطرة على تنقيبات كيرشاهير في هاشويوك. وقامت برحلات بحث في الأناضول مع دكتور بوزرت حتى 1964.

## تنقيبات القمة السوداء
في عام 1946 حسمت مسيرتها المهنية في الرحلة التي خرجت فيها مع بوسرت (Helmuth Bossert) من أجل دراسة الآثار الحثية الواقعة بين منطقتي قيصرية وأضنة والوصول إلى أطلال منطقة القمة السوداء (كاراتبه). رأى فريق البحث أن يستخدم مزيج من الهيروغليفية اللوفية والكتابة الفينيقية وذلك من اجل ترجمة الكتابة الفينيقية في نقش كاراتبه وهذا الاكتشاف كان الحل النهائي للهيروغليفية الحثية. بعد عام 1952 تراست تشامبل عمليات التنقيب التي بدات من قبل بوسرت في تله ارسلان طاش القمة السوداء (كاراتبه). كانت قدوة في تاسيس متحف الهواء المفتوح من اجل ترميم اللقط الاثرية التي استخرجت من القمة السوداء والحفاظ عليها وعرضها. أجرى نائل شاكر خان زوج تشامبل تنفيذ المشروع الذي قام به المهندس المعمارى تورغوت جان سفر. في عامى 1948-1949 اجريت تنقيبات مدينة يازليك/ميداس بجانب أعمال القمة السوداء مع المعهد الفرنسى للآثار.

## بعد انقلاب 1960
بعد الانقلاب العسكري التركي 1960 خرجت من الجامعة واقعة في قائمة 147. تشامبل التي استمرت في أعمالها في القمة السوداء مع زوجها في 1962-1963 عملت كأستاذ منتدب في جامعة الساربروكن في ألمانيا. بعد عادت إلى تركيا عادت إلى وظيفتها بجامعة إسطنبول وانشات فصول ما قبل التاريخ. في عام 194 بدأت مع روبرت جون برايدوود وزوجته لينداس برايدوود من جامعة شيكاغو تنقيبات تله تشايونى في ارجانى. وسلطت الضوء على بقايا كوتاتشامى (هيلر-تشايونى) وأوضحت أن أطلال هذه المنطقة قبل 8000 عام من أيامنا انتقلت جماعتها من الصيد إلى الزراعة. نفذت جامعات إسطنبول-شيكاغو في اطار مشروع الأبحاث العامة لما قبل التاريخ في جنوب شرق الاناضول مع الجهود التي بذلتها تشامبل في 1946 في اورفا-بوزوفا التنقيب عن مقبره بيرس وميدان الصفصاف، وفي 1968و1970 التنقيب عن دياربكير جيريكي هاجيان. كانت تشامبل رائدة الأعمال التي بدات في 1966 من أجل رصد المنطقة التي غمرتها المياه مع بناء سد كيبان. في 1976 ساهمت بتاسيس وحدة أثرية مقيدة ل توبى تاك.

## سنوات التقاعد
تقاعدت في عام 1984. استمرت أيضا مشاكتها في التنقيبات ومقالاتها أثناء تقاعدها. في عام 2004 تبرعت بمنزلها الذي بقى من عائلتها والمعروف باسم (الفيلا الحمراء) في القرية الألبانية إلى جامعة البسفور. وتم ترميم عمل هالت تشامبل ونائل شاكر خان ليتم تحويلها إلى مركز أبحاث العمارة التقليدية والآثار. في عام 2005 حازت على جائزة الأمير كلاوس من هولندا للخدمات التي قدمتها للثقافة والتنمية. في عام 2010 أعطيت جائزة كبيرة في الفن والثقافة من قبل وزارة الثقافة. توفيت في منزلها بإسطنبول في تاريخ 12 يناير 2014.

## روابط خارجية
- هالت تشامبل على موقع أوليمبيديا (الإنجليزية)